# Tatsuya Morita
Tatsuya Morita (født 3. august 1990) er en japansk fodboldspiller, som spiller for den japanske fodboldklub Matsumoto Yamaga FC.